# Joseph F. Cullman
Joseph Frederick Cullman III (ur. 9 kwietnia 1912 w Nowym Jorku, zm. 30 kwietnia 2004 tamże) – amerykański działacz sportowy, zasłużony dla tenisa.

## Kariera zawodowa
Był wieloletnim członkiem kierownictwa koncernu Phillip Morris Company (m.in. prezydentem i szefem rady nadzorczej). Należał do współtwórców zawodowego cyklu tenisowych turniejów kobiecych Virginia Slims Circuit; 1969–1970 dyrektor turnieju wielkoszlemowego US Open w przełomowym okresie wkraczania tenisa w erę open, koordynował pierwsze przekazy telewizyjne z tego turnieju w 1968.
Przez wiele lat współpracował z Międzynarodową Tenisową Galerią Sławy w Newport (Rhode Island). Aktywny uczestnik corocznego tygodnia tenisowego w Newport (w lipcu), w latach 1982–1985 był prezydentem, a 1985–1988 przewodniczącym Rady Galerii Sławy; 1988–1998 szef jej komitetu wykonawczego. W uznaniu zasług dla tenisa światowego, szczególnie kobiecego, został uhonorowany członkostwem w Galerii Sławy w 1990.